# Ramal telefônico
Ramal, em uma rede telefônica privada (PABX), refere-se a qualquer ramo de uma rede deste tipo.
O nome é devido a analogia com uma árvore: a ligação chega à central por um tronco (a linha telefônica oferecida pela operadora local), e dali é direcionada aos ramos - ou ramais - que funcionam como linhas telefônicas internas no ambiente atendido pela central, sendo uma de suas vantagens a rapidez na transmissão de um telefonema para um setor desejado de um estabelecimento.